# رينو باوتشر
رينو باوتشر (بالفرنسية: Renaud Boucher)‏ هو سباح فرنسي، ولد في 7 أغسطس 1964 في تولوز في فرنسا.

## روابط خارجية
- رينو باوتشر على موقع الاتحاد الدولي للسباحة (الإنجليزية)
- رينو باوتشر على موقع اللجنة الأولمبية الدولية (الإنجليزية)
- رينو باوتشر على موقع أوليمبيديا (الإنجليزية)